# Parafia św. Augustyna w Czapurach
Parafia pw. św. Augustyna w Czapurach – rzymskokatolicka parafia z siedzibą w Czapurach, w dekanacie Poznań-Starołęka.
Obecnie trwa budowa kościoła parafialnego, funkcje sakralne pełni tymczasowa kaplica. Patronem parafii jest Augustyn z Hippony.

## Zasięg parafii
Do parafii należą wierni z miejscowości: Czapury oraz Głuszyna Leśna, Kubalin i Wiórek. 